# Cień anioła śmierci
Cień anioła śmierci – zbiór opowiadań z gatunku magii i miecza, autorstwa Karla Edwarda Wagnera. Tytuł oryginału: Death Angel’s Shadow (wyd. 1973). W Polsce ukazał się jako jeden z pięciu tomów wydanych w 1991 roku przez Phantom Press International Gdańsk.

## Dane
- Redaktor: Olaf Szewczyk. Redaktor serii: Janusz M. Piszczek.
- ISBN 83-85276-09-2
- Opis fizyczny: 157, [3] s. ; 20 cm.

## Zawiera opowiadania
- Miraż (tyt. oryg. Mirage) – tłumaczenie: Katarzyna Jarosiewicz
- Zimne światło (tyt. oryg. Cold light) – tłumaczenie: Krzysztof Wargan
- Chłód mego serca (tyt. oryg. Reflections for the Winter of My Soul) – tłumaczenie: Ryszard Boros